# Talladega Superspeedway
Il Talladega Superspeedway è un autodromo permanente situato nei pressi di Talladega, in Alabama, negli Stati Uniti d'America.

## Caratteristiche
Il Talladega Superspeedway è un ovale (o meglio un triovale) della lunghezza di 2,66 miglia, pari a 4,2826 km, caratterizzato da un banking di 36°, il più inclinato nella categoria NASCAR. Visto in pianta assomiglia molto a Daytona, se non per il fatto di essere appunto più lungo, più largo e con un banking più elevato. Inoltre il traguardo non è posizionato sulla cuspide della triovale, ma subito all'uscita di essa.

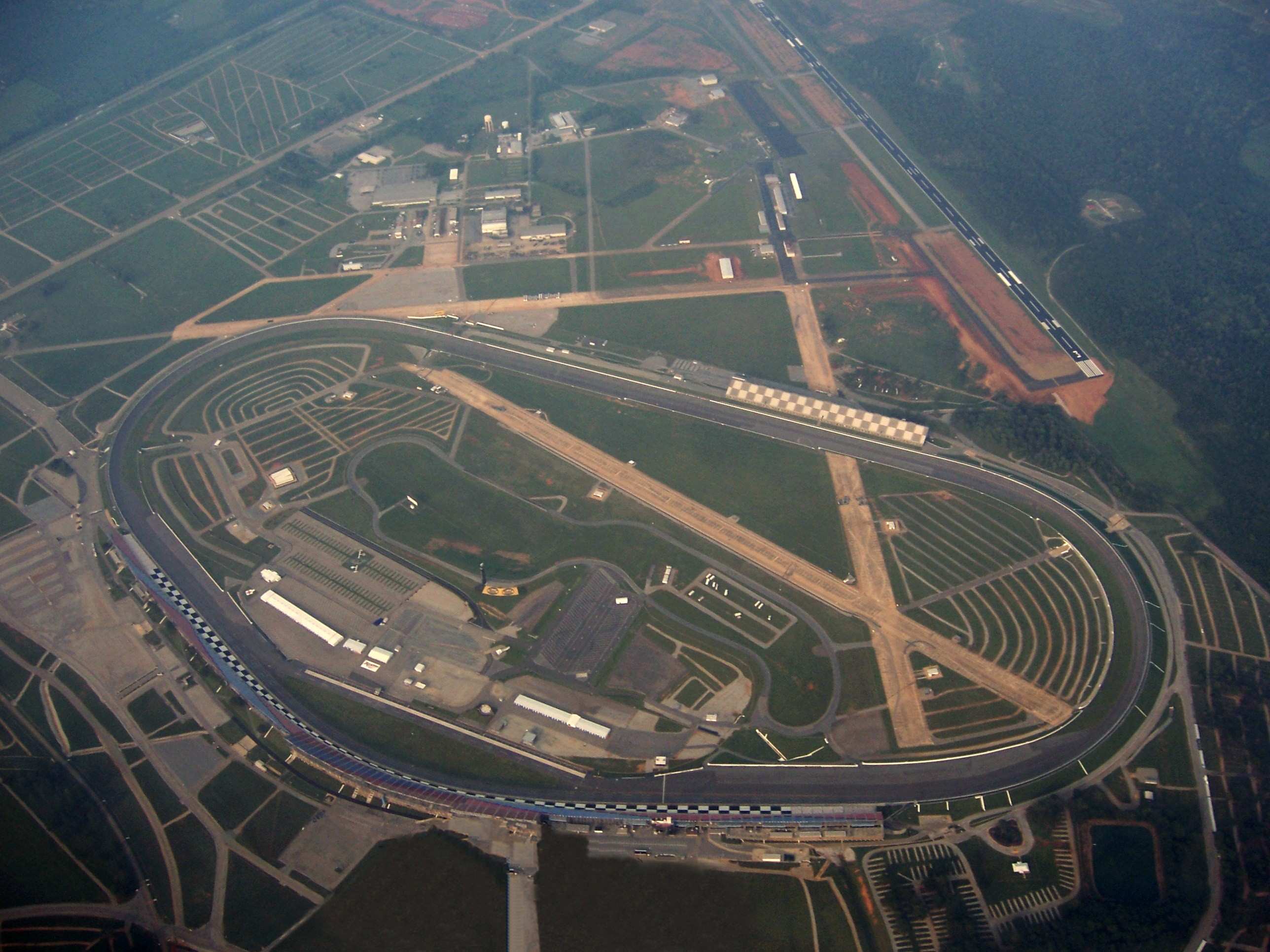
Il circuito visto dall'alto

È uno dei tre tracciati della NASCAR Cup Series che utilizza air restrictor per rallentare le auto nella discesa dalle grandi paraboliche; gli altri circuiti sono il Daytona International Speedway e Atlanta Motor Speedway. Nell'incidente di Edwards nel 2009, venne installata una nuova rete di protezione in acciaio (quella precedente era di metallo fragile) nel rettifilo principale, installata anche nel rettifilo di fondo a inizio 2010, con il cambiamento delle scritte da "Talladega" a "This is Talladega" nel 2010. Nel 2000 si sono svolte le qualifiche tra giorno e notte sul tracciato, ma senza le luci notturne, che presto verranno installate.
Le gare che si disputano annualmente in questo ovale sono due: una denominata GEICO 500 e si svolge verso la metà di aprile, la seconda si chiama YellaWood 500 e si tiene verso l’inizio di ottobre, facendo parte del Round of 12 dei Playoff. Dopo la sua costruzione nel 1969, la pista venne ripavimentata due volte, nel 1979-1980 e nel 2006.

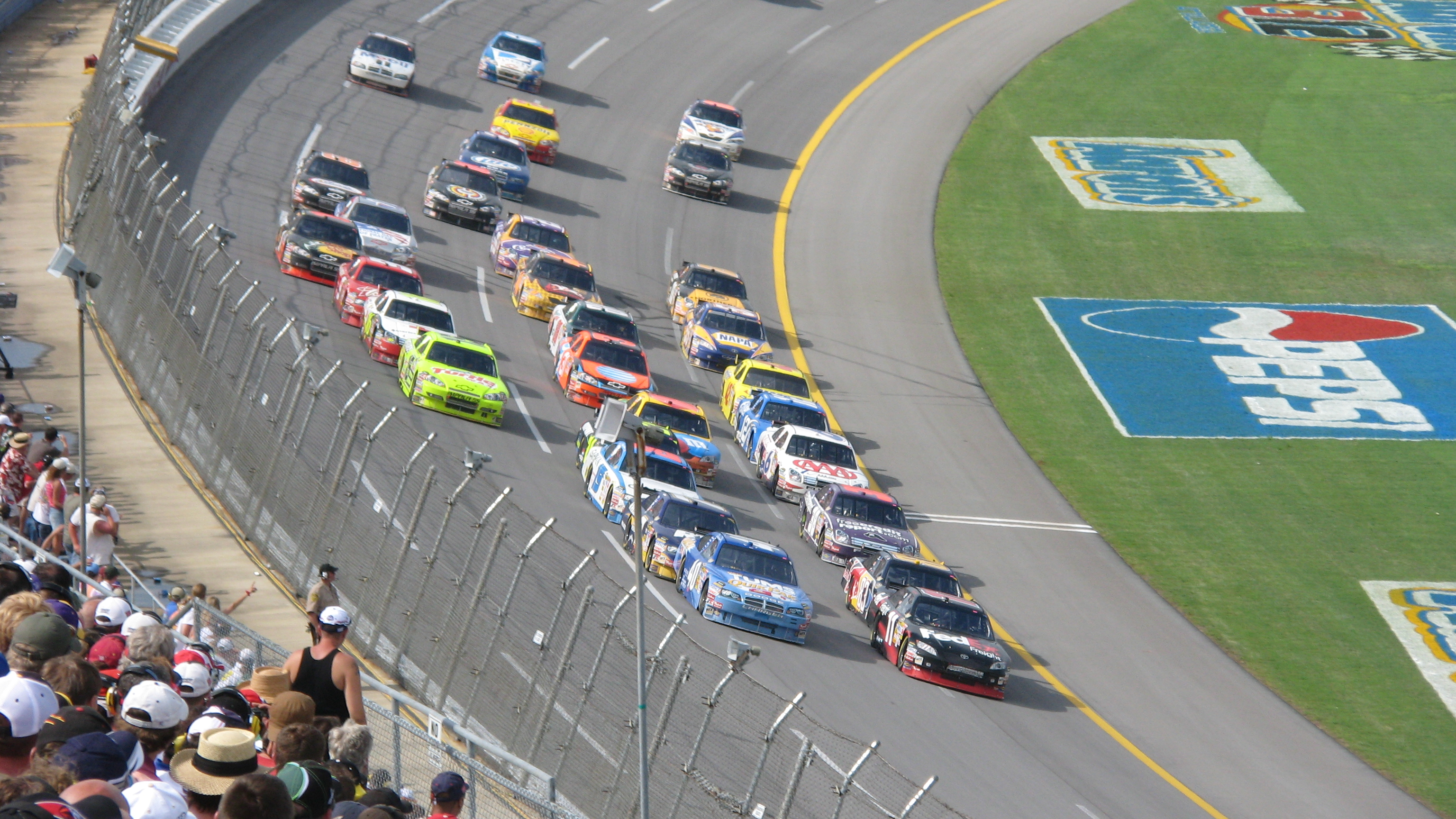
Una fase di corsa a Talladega

Per le sue caratteristiche Talladega si presta a gare altamente spettacolari, e ogni volta si assiste a lotte paraurti contro paraurti, in quanto l'unica tattica di gara redditizia consiste nel seguire molto da vicino l'avversario per sfruttarne la scia e superarlo al momento opportuno, il più tardi possibile, in modo da non dargli la possibilità di fare la stessa manovra.
Proprio per il fatto che si corre l'uno attaccato all'altro Talladega è spesso teatro di incidenti spettacolari tra molte vetture (il cosiddetto Big One), infatti basta che un'auto si intraversi perché alle sue spalle si scateni il finimondo.
Fino alla metà degli anni novanta Talladega era il circuito più veloce della NASCAR, con punte che raggiungevano (e in qualche caso magari superavano) i 320 km/h, per questo si decise per questo circuito e per Daytona di adottare appositi restrittori che fanno scendere la potenza delle auto da circa 750 CV a 500 scarsi, inoltre il regime di rotazione viene limitato a 6500 rpm.
Date le sue caratteristiche Talladega è troppo pericoloso per le auto a ruote scoperte, infatti venne abbandonato dalla USAC nella seconda metà degli anni sessanta, dopo che anche qui, come in F1 iniziarono ad apparire gli alettoni, con conseguente aumento della velocità delle auto.
L'unica volta che una vettura di Formula 1 ha corso a Talladega fu per un test della Lotus nel 1986, che però si svolse sul tracciato stradale interno, ora abbandonato da molti anni e perciò adibito a parcheggio.